# هيونداي للتجارة البحرية
هيونداي للتجارة البحرية (HMM) هي خط الحاويات الأكبر في العالم من حيث سعة السفن. تقوم بنقل الجزء الأكبر من صادرات كوريا الجنوبية،  لتصبح الناقل الوطني الأول للحاويات الكورية، خاصة منذ إعلان إفلاس هانجين للشحن وأمر بالتصفية. 

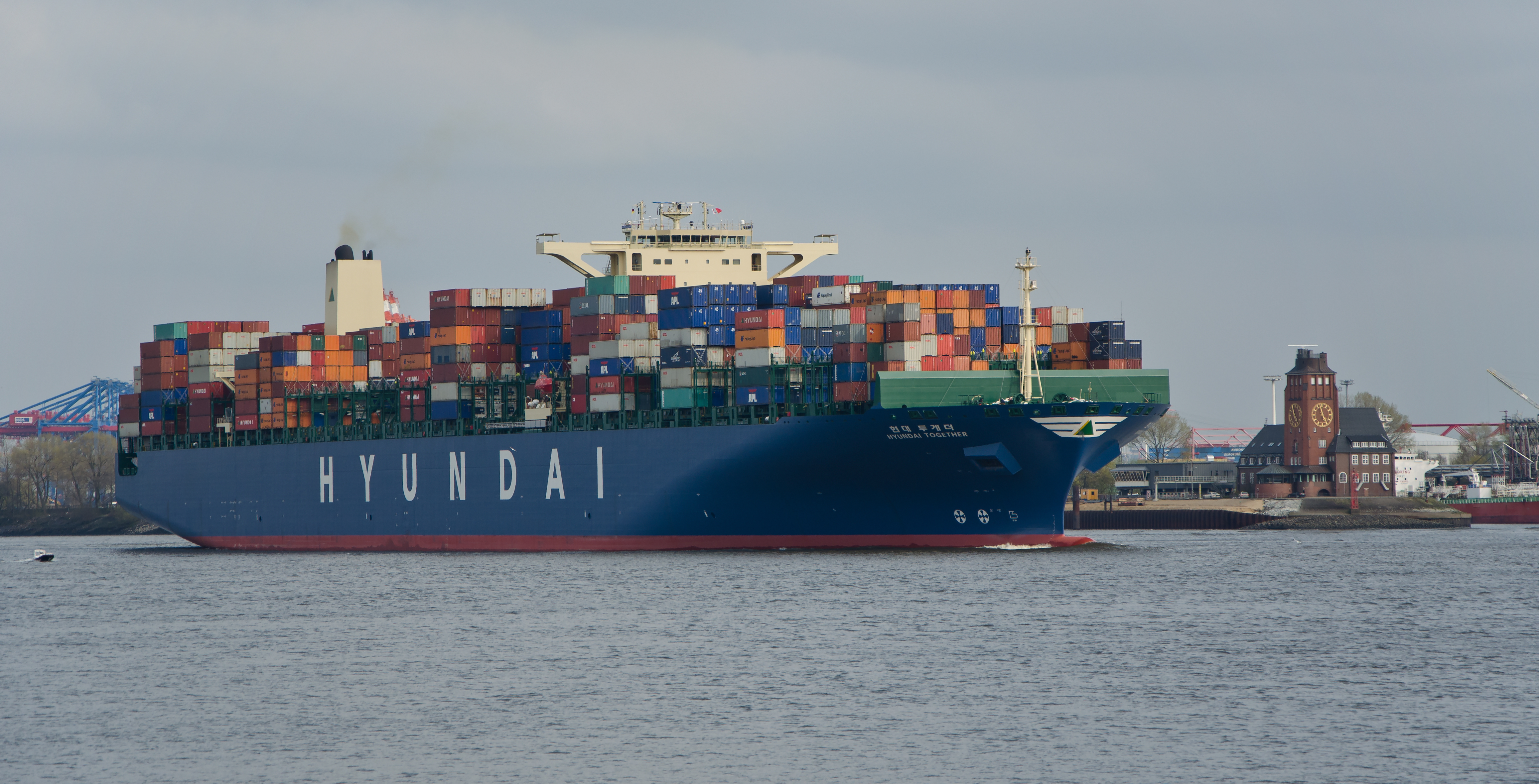
هيونداي معا في هامبورغ

## روابط خارجية
- الموقع الرسمي